# Негода, Андрей Яковлевич
Андрей Яковлевич Негода — советский хозяйственный, государственный и политический деятель, Герой Социалистического Труда.

## Биография
Родился в 1926 году в селе Покровское. Член КПСС.
С 1946 года — на хозяйственной, общественной и политической работе. В 1946—1984 гг. — рабочий райпромкомбината, механизатор колхоза имени Горького, рабочий Никопольского южнотрубного завода, бригадир овощеводческой бригады, заместитель секретаря и секретарь партийной организации колхоза имени Горького Никопольского района Днепропетровской области Украинской ССР, секретарь парткома колхоза «Приднепровский» Никопольского района Днепропетровской области.
Указом Президиума Верховного Совета СССР от 8 апреля 1971 года за выдающиеся успехи, достигнутые в развитии сельскохозяйственного производства и выполнении пятилетнего плана продажи государству продуктов земледелия и животноводства, присвоено звание Героя Социалистического Труда с вручением ордена Ленина и золотой медали «Серп и Молот».
Умер в посёлке Красногригорьевка в 1984 году.